# 청 (프로게이머)
청(본명: 허청)은 대한민국의 전직 리그 오브 레전드 프로게이머이다. 선수 시절 포지션은 미드라이너이며 아이디는 Cheong을 사용했다.

## 선수 생활
2015년 10월 31일, 레블즈 아나키에 입단하면서 프로 커리어를 시작했다. 하지만 2015년 12월, 팀에서 퇴단했다.
2016년 5월, 에버8 위너스에 입단했다. 서머 시즌 팀의 서브 선수로 활동했다.
2017시즌을 앞두고 BPZ에 입단했다. 스프링 시즌 팀의 주전 미드라이너로 활동했다.
2017년 5월, 팀 오로라에 입단했다.

## 소속팀
| # | 팀명          | 소속 기간             | 소속 리그 | 비고 |
| - | ------------- | --------------------- | --------- | ---- |
| 1 | 레블즈 아나키 | 2015.10.31~2015.12.29 | LCK       |      |
| 2 | 에버8 위너스  | 2016.05.25~2016.11.01 | CK        |      |
| 3 | BPZ           | 2017.01.10~2017.05    | CK        |      |
| 4 | 팀 오로라     | 2017.05.15~2017       | TCL       |      |